# Dorchester megye (Maryland)
Dorchester megye az Amerikai Egyesült Államokban, azon belül Maryland államban található. Megyeszékhelye és legnagyobb városa Cambridge. Lakosainak száma 32 531 fő (2020. április 1.). Dorchester megye Caroline, Sussex, Wicomico, Somerset, Talbot, Calvert és Saint Mary's megyékkel határos.

## Népesség
A megye népességének változása:
| Lakosok száma | 32 682 | 32 720 | 32 554 | 32 660 | 32 384 | 32 531 |
|               | 2010   | 2011   | 2012   | 2013   | 2015   | 2020   |